# Weißrost
Weißrost ist die Bezeichnung für Korrosionsprodukte, die unter bestimmten Bedingungen auf Zinkoberflächen gebildet werden, beispielsweise bei eingeschränktem Zugang von CO2 aus der Luft. Weißrost kann nach dem Verzinken auftreten; er ist unerwünscht, da er den Korrosionsschutz mindert und unansehnlich ist.
Die typische Zusammensetzung des Weißrostes lautet: 2 ZnCO3 • 3 Zn(OH)2 3 H2O, Zinkhydroxid, wenig Zinkoxid und sehr wenig Zinkcarbonat.

## Entstehung von Weißrost
Zink überzieht sich an Luft mit einer dichten festhaftenden dunkelgrauen Oxid- bzw. Carbonatschicht und wird daher als Korrosionsschutz verwendet. Zur Bildung einer dichten Schicht ist Kohlendioxid notwendig, da dann Zn5(OH)6(CO3)2 entsteht. Bei Mangel an CO2 oder bei chlorid- bzw. sulfathaltigen Bedingungen können aber Probleme auftreten, da sich dann lockere und voluminöse Überzüge bilden. Sie haben keine definierte Zusammensetzung, sondern bestehen aus verschiedenen Produkten.

## Eigenschaften
Die Struktur und die Eigenschaften der Schutzschicht hängen stark von den äußeren Bedingungen ab, wie Feuchtigkeit, Temperatur oder anwesende Anionen. Im Allgemeinen ist die Zinkkorrosion ein Prozess von anfänglicher Auflösung mit anschließender Niederschlagsbildung, wobei auch Zn(I)-Zwischenstufen auftreten. Unter besonderen Umständen kann aber auch direkte Oxidbildung auftreten. Typisch für Zinkkorrosion ist, dass mehrere parallele und konsekutive Reaktionen auftreten. Das führt zur Bildung mehrerer verschiedener und inhomogener Oxid- und Hydroxidschichten, wobei besonders die Substratstruktur eine Rolle spielt, da an Defektstellen andere Reaktionen stattfinden als auf der Zinkschicht.
Die Reaktionsfolge in sulfat- und chloridhaltigen Lösungen kann man folgendermaßen zusammenfassen:
- Zn ⇔ Zn(I)+ads + e−
- ZnZn(I)+ads ⇒ Zn2+(aq) + Zn(I)+ads + e− (Reaktion an der Oberfläche des Zn)
- Zn(I)+ads ⇒ Zn(II)ads + e− ⇒ Zn2+(aq) ⇒ ZnO(s) (unter Beteiligung von SO42− bzw. Cl−)
- Zn(II)ads ⇒ ZnO(s) ⇒ ZnSO4(s)  ⇒ Zn2+(aq)  (in Sulfat)
- ZnOHads ⇔ ZnOH+(aq) + e−

Die Anwesenheit sonstiger Stoffe führt auch zum Aufbau weiterer Verbindungen. Kohlendioxid in der Luft bewirkt die Bildung diverser Carbonate und Hydroxycarbonate. Außerdem verlangsamt es die Korrosion bei Anwesenheit von Chloriden durch die Bildung von Simonkolleit  (Zn5(OH)8Cl2·H2O). Bei gleichzeitiger Anwesenheit von Chlorid und Sulfat können noch eine Reihe weiterer kompliziert aufgebauter Produkte entstehen, die die Eisenauflösung verlangsamen. Ähnliche Vorgänge treten auch beim Angriff von Basen auf Zink auf.

## Giftigkeit
Weißrost ist eine Gefahr besonders für Haustiere in Käfigen aus verzinktem Stahl. Durch Lecken und Nagen an den Gittern können vor allem Nagetiere und Vögel leicht zu viel Zink aufnehmen, was zu einer lebensgefährlichen Schwermetallvergiftung führt. Weißrost erhöht diese Gefahr, da er sich leichter löst als eine fest verzinkte Oberfläche.
Für Menschen ist Weißrost zumindest bei der Inhalation vermutlich nicht schädlich.
Die Umweltproduktdeklaration „Feuerverzinkte Baustähle“ kommt zu dem Ergebnis, dass bei Verwendungszweck-gerechter Nutzung von feuerverzinktem Stahl „keine Wirkungsbeziehungen bzgl. Umwelt und Gesundheit bekannt sind“.

## Vermeidung
Durch Passivierung/Chromatierung, organische Überzüge oder das Zulegieren von anderen Metallen kann Weißrost bei der Verzinkung vermieden werden.